# ブエルタ・ア・エスパーニャ2018
ブエルタ・ア・エスパーニャ2018（西: La Vuelta Ciclista a España 2018）は、ブエルタ・ア・エスパーニャの73回目の大会である。2018年8月25日から9月16日まで行われた。

## 概要
同年のツール・ド・フランスで落車リタイアとなったヴィンチェンツォ・ニバリとリッチー・ポートに加え、総合10位となったナイロ・キンタナらの三つ巴による総合争いが期待され、他にもアレハンドロ・バルベルデやサイモン・イェーツ、ステーフェン・クラウスヴァイクらが出場する。

## 参加チーム

### UCIワールドチーム
- AG2R・ラ・モンディアル
- アスタナ・プロチーム
- バーレーン・メリダ
- BMCレーシング・チーム
- ボーラ・ハンスグローエ
- チーム・ディメンションデータ
- チームEFエデュケーションファースト・ドラパック・p/bキャノンデール
- グルパマ・FDJ
- カチューシャ・アルペシン
- ロット・ソウダル
- チーム・ロットNL・ユンボ
- ミッチェルトン・スコット
- モビスター・チーム
- クイックステップ・フロアーズ
- チーム・スカイ
- チーム・サンウェブ
- トレック・セガフレード

### UCIプロフェッショナルコンチネンタルチーム
- ブルゴスBH（英語版）
- カハ・ルラル＝セグロス RGA
- コフィディス
- エウスカディ・ムリアス（英語版）

## 日程
| 区間 | 月日     | コース                                              | 距離 (km)           | 種類                | 種類                 | 区間優勝者                 |
| ---- | -------- | --------------------------------------------------- | ------------------- | ------------------- | -------------------- | -------------------------- |
| 1    | 8/25     | マラガ                                              | 8                   |                     | 個人タイムトライアル | ローハン・デニス           |
| 2    | 8/26     | マルベーリャ - カミニート・デル・レイ               | 163.5               |                     | 丘陵ステージ         | アレハンドロ・バルベルデ   |
| 3    | 8/27     | ミハス - アラウリン・デ・ラ・トレ                   | 178.2               |                     | 丘陵ステージ         | エリア・ヴィヴィアーニ     |
| 4    | 8/28     | ベレス＝マラガ - アルファカル                       | 161.4               |                     | 山岳ステージ         | ベンジャミン・キング       |
| 5    | 8/29     | グラナダ - ロケタス・デ・マル                       | 188.7               |                     | 中級山岳ステージ     | サイモン・クラーク         |
| 6    | 8/30     | ウエルカル・オベラ - サン・ハビエル                 | 155.7               |                     | 平坦ステージ         | ナセル・ブアニ             |
| 7    | 8/31     | プエルト・ルンブレラス - ポソ・アルコン             | 185.7               |                     | 丘陵ステージ         | トニー・ガロパン           |
| 8    | 9/1      | リナーレス - アルマデン                             | 195.1               |                     | 丘陵ステージ         | アレハンドロ・バルベルデ   |
| 9    | 9/2      | タラベラ・デ・ラ・レイナ - ラ・コバティーリャ       | 200.8               |                     | 山岳ステージ         | ベンジャミン・キング       |
|      | 9/3      | サラマンカ                                          | サラマンカ          |                     | 休息日               | 休息日                     |
| 10   | 9/4      | サラマンカ大学 - フェルモセリェ                     | 177                 |                     | 平坦ステージ         | エリア・ヴィヴィアーニ     |
| 11   | 9/5      | モンブエイ - リベイラ・セカラ                       | 207.8               |                     | 中級山岳ステージ     | アレッサンドロ・デ・マルキ |
| 12   | 9/6      | モンドニェード - マニョン                           | 181.1               |                     | 丘陵ステージ         | アレクサンドル・ジェニエ   |
| 13   | 9/7      | カンダス - ラ・カンペローナ                         | 174.8               |                     | 山岳ステージ         | オスカル・ロドリゲス       |
| 14   | 9/8      | システィエルナ - レス・プラエレス                   | 171                 |                     | 山岳ステージ         | サイモン・イェーツ         |
| 15   | 9/9      | リベラ・デ・アリバ - ラゴス・デ・コバドンガ         | 178.2               |                     | 山岳ステージ         | ティボー・ピノ             |
|      | 9/10     | サンタンデル                                        | サンタンデル        |                     | 休息日               | 休息日                     |
| 16   | 9/11     | サンティリャーナ・デル・マル - トレラベーガ         | 32                  |                     | 個人タイムトライアル | ローハン・デニス           |
| 17   | 9/12     | ゲチョ - バルコン・デ・ビスカヤ                     | 157                 |                     | 中級山岳ステージ     | マイケル・ウッズ           |
| 18   | 9/13     | エヘア・デ・ロス・カバジェロス - リェイダ           | 186.1               |                     | 平坦ステージ         | イェーレ・ワライス         |
| 19   | 9/14     | リェイダ - ナチュランディア                         | 154.4               |                     | 山岳ステージ         | ティボー・ピノ             |
| 20   | 9/15     | エスカルデス・エンゴルダニ - コル・デ・ラ・ガリーナ | 97.3                |                     | 山岳ステージ         | エンリク・マス             |
| 21   | 9/16     | アルコルコン - マドリード                           | 100.9               |                     | 平坦ステージ         | エリア・ヴィヴィアーニ     |
|      | 合計距離 | 合計距離                                            | 3,271.4km (2,033mi) | 3,271.4km (2,033mi) | 3,271.4km (2,033mi)  | 3,271.4km (2,033mi)        |

## 各賞の変遷
| 区間     | 区間優勝者                 | 総合首位                     | ポイント賞                   | 山岳賞                   | 複合賞                       | チーム総合首位           | 敢闘賞                       | 新人賞                   |
| -------- | -------------------------- | ---------------------------- | ---------------------------- | ------------------------ | ---------------------------- | ------------------------ | ---------------------------- | ------------------------ |
| 1        | ローハン・デニス           | ローハン・デニス             | ローハン・デニス             | 該当無し                 | ローハン・デニス             | BMCレーシング            | 該当無し                     | バンジャマン・トマ       |
| 2        | アレハンドロ・バルベルデ   | ミカル・クウィアトコウスキー | ミカル・クウィアトコウスキー | ルイス・マテ・マルドネス | ミカル・クウィアトコウスキー | チーム・スカイ           | ルイス・マテ・マルドネス     | ローレンス・デプルス     |
| 3        | エリア・ヴィヴィアーニ     | ミカル・クウィアトコウスキー | ミカル・クウィアトコウスキー | ルイス・マテ・マルドネス | ミカル・クウィアトコウスキー | チーム・スカイ           | ジョルディ・シモン           | ローレンス・デプルス     |
| 4        | ベンジャミン・キング       | ミカル・クウィアトコウスキー | ミカル・クウィアトコウスキー | ルイス・マテ・マルドネス | ミカル・クウィアトコウスキー | アスタナ・プロチーム     | ルイス・マテ・マルドネス     | エンリク・マス           |
| 5        | サイモン・クラーク         | ルディ・モラール             | ミカル・クウィアトコウスキー | ルイス・マテ・マルドネス | アレハンドロ・バルベルデ     | アスタナ・プロチーム     | バウク・モレマ               | エンリク・マス           |
| 6        | ナセル・ブアニ             | ルディ・モラール             | ミカル・クウィアトコウスキー | ルイス・マテ・マルドネス | ミカル・クウィアトコウスキー | アスタナ・プロチーム     | ホルヘ・クベロ               | エンリク・マス           |
| 7        | トニー・ガロパン           | ルディ・モラール             | アレハンドロ・バルベルデ     | ルイス・マテ・マルドネス | アレハンドロ・バルベルデ     | アスタナ・プロチーム     | アレックス・アランブル       | エンリク・マス           |
| 8        | アレハンドロ・バルベルデ   | ルディ・モラール             | アレハンドロ・バルベルデ     | ルイス・マテ・マルドネス | アレハンドロ・バルベルデ     | アスタナ・プロチーム     | ホルヘ・クベロ               | エンリク・マス           |
| 9        | ベンジャミン・キング       | サイモン・イェーツ           | アレハンドロ・バルベルデ     | ルイス・マテ・マルドネス | アレハンドロ・バルベルデ     | チーム・ロットNL・ユンボ | ルイス・マス                 | ミゲル・アンヘル・ロペス |
| 10       | エリア・ヴィヴィアーニ     | サイモン・イェーツ           | ペーター・サガン             | ルイス・マテ・マルドネス | アレハンドロ・バルベルデ     | チーム・ロットNL・ユンボ | へスス・エスケラ             | ミゲル・アンヘル・ロペス |
| 11       | アレッサンドロ・デ・マルキ | サイモン・イェーツ           | アレハンドロ・バルベルデ     | ルイス・マテ・マルドネス | アレハンドロ・バルベルデ     | チーム・ロットNL・ユンボ | バウク・モレマ               | ミゲル・アンヘル・ロペス |
| 12       | アレクサンドル・ジェニエ   | へスス・エラダ               | アレハンドロ・バルベルデ     | ルイス・マテ・マルドネス | アレハンドロ・バルベルデ     | バーレーン・メリダ       | トーマス・デ・ヘント         | ミゲル・アンヘル・ロペス |
| 13       | オスカル・ロドリゲス       | へスス・エラダ               | アレハンドロ・バルベルデ     | ルイス・マテ・マルドネス | アレハンドロ・バルベルデ     | バーレーン・メリダ       | ゴルカ・イサギレ             | ミゲル・アンヘル・ロペス |
| 14       | サイモン・イェーツ         | サイモン・イェーツ           | アレハンドロ・バルベルデ     | ルイス・マテ・マルドネス | アレハンドロ・バルベルデ     | バーレーン・メリダ       | ミカル・クウィアトコウスキー | ミゲル・アンヘル・ロペス |
| 15       | ティボー・ピノ             | サイモン・イェーツ           | アレハンドロ・バルベルデ     | ルイス・マテ・マルドネス | アレハンドロ・バルベルデ     | バーレーン・メリダ       | バウク・モレマ               | ミゲル・アンヘル・ロペス |
| 16       | ローハン・デニス           | サイモン・イェーツ           | アレハンドロ・バルベルデ     | ルイス・マテ・マルドネス | アレハンドロ・バルベルデ     | モビスター・チーム       | 該当なし                     | エンリク・マス           |
| 17       | マイケル・ウッズ           | サイモン・イェーツ           | アレハンドロ・バルベルデ     | トーマス・デ・ヘント     | アレハンドロ・バルベルデ     | モビスター・チーム       | オマール・フライレ           | エンリク・マス           |
| 18       | イェーレ・ワライス         | サイモン・イェーツ           | アレハンドロ・バルベルデ     | トーマス・デ・ヘント     | アレハンドロ・バルベルデ     | モビスター・チーム       | イェツセ・ボル               | エンリク・マス           |
| 19       | ティボー・ピノ             | サイモン・イェーツ           | アレハンドロ・バルベルデ     | トーマス・デ・ヘント     | サイモン・イェーツ           | モビスター・チーム       | ホナタン・カストロビエホ     | エンリク・マス           |
| 20       | エンリク・マス             | サイモン・イェーツ           | アレハンドロ・バルベルデ     | トーマス・デ・ヘント     | サイモン・イェーツ           | モビスター・チーム       | へスス・エラダ               | エンリク・マス           |
| 21       | エリア・ヴィヴィアーニ     | サイモン・イェーツ           | アレハンドロ・バルベルデ     | トーマス・デ・ヘント     | サイモン・イェーツ           | モビスター・チーム       | 該当なし                     | エンリク・マス           |
| 最終成績 | 最終成績                   | サイモン・イェーツ           | アレハンドロ・バルベルデ     | トーマス・デ・ヘント     | サイモン・イェーツ           | モビスター・チーム       | バウク・モレマ               | エンリク・マス           |

## 最終成績

### 個人総合成績
| 順位 | 選手名                               | チーム                                   | 時間          |
| ---- | ------------------------------------ | ---------------------------------------- | ------------- |
| 1    | サイモン・イェーツ (GBR)             | ミッチェルトン・スコット                 | 82時間5分58秒 |
| 2    | エンリク・マス (ESP)                 | クイックステップ・フロアーズ             | +1分46秒      |
| 3    | ミゲル・アンヘル・ロペス (COL)       | アスタナ・プロチーム                     | +2分04秒      |
| 4    | ステーフェン・クラウスヴァイク (NED) | チーム・ロットNL・ユンボ                 | +2分54秒      |
| 5    | アレハンドロ・バルベルデ (ESP)       | モビスター・チーム                       | +4分28秒      |
| 6    | ティボー・ピノ (FRA)                 | グルパマ・FDJ                            | +5分57秒      |
| 7    | リゴベルト・ウラン (COL)             | EFエデュケーションファースト・ドラパック | +6分07秒      |
| 8    | ナイロ・キンタナ (COL)               | モビスター・チーム                       | +6分51秒      |
| 9    | ヨン・イサギレ (ESP)                 | バーレーン・メリダ                       | +11分09秒     |
| 10   | ウィルコ・ケルデルマン (NED)         | チーム・サンウェブ                       | +11分11秒     |

### ポイント賞
| 順位 | 選手名                               | チーム                       | ポイント |
| ---- | ------------------------------------ | ---------------------------- | -------- |
| 1    | アレハンドロ・バルベルデ (ESP)       | モビスター・チーム           | 131pts   |
| 2    | ペーター・サガン (SVK)               | ボーラ＝ハンスグローエ       | 119pts   |
| 3    | エリア・ヴィヴィアーニ (ITA)         | クイックステップ・フロアーズ | 105pts   |
| 4    | サイモン・イェーツ (GBR)             | ミッチェルトン・スコット     | 104pts   |
| 5    | ミゲル・アンヘル・ロペス (COL)       | アスタナ・プロチーム         | 103pts   |
| 6    | ティボー・ピノ (FRA)                 | グルパマ・FDJ                | 95pts    |
| 7    | ディラン・トゥーンス (BEL)           | BMCレーシング・チーム        | 93pts    |
| 8    | ステーフェン・クラウスヴァイク (NED) | チーム・ロットNL・ユンボ     | 80pts    |
| 9    | ダニー・ファン・ポッペル (NED)       | チーム・ロットNL・ユンボ     | 80pts    |
| 10   | ジャコモ・ニッツォーロ (ITA)         | トレック・セガフレード       | 76pts    |

### 山岳賞
| 順位 | 選手名                             | チーム                                   | ポイント |
| ---- | ---------------------------------- | ---------------------------------------- | -------- |
| 1    | トーマス・デ・ヘント (BEL)         | ロット・ソウダル                         | 95pts    |
| 2    | バウク・モレマ (NED)               | トレック・セガフレード                   | 83pts    |
| 3    | ルイス・アンヘル・マテ (ESP)       | コフィディス                             | 64pts    |
| 4    | ベンジャミン・キング (USA)         | チーム・ディメンションデータ             | 56pts    |
| 5    | ミゲル・アンヘル・ロペス (COL)     | アスタナ・プロチーム                     | 45pts    |
| 6    | サイモン・イェーツ (GBR)           | ミッチェルトン・スコット                 | 38pts    |
| 7    | ティボー・ピノ (FRA)               | グルパマ・FDJ                            | 36pts    |
| 8    | ピエール・ロラン (FRA)             | EFエデュケーションファースト・ドラパック | 31pts    |
| 9    | マイケル・ウッズ (CAN)             | EFエデュケーションファースト・ドラパック | 21pts    |
| 10   | ミカル・クウィアトコウスキー (POL) | チーム・スカイ                           | 20pts    |

### 複合賞
| 順位 | 選手名                               | チーム                                   | ポイント |
| ---- | ------------------------------------ | ---------------------------------------- | -------- |
| 1    | サイモン・イェーツ (GBR)             | ミッチェルトン・スコット                 | 11pts    |
| 2    | ミゲル・アンヘル・ロペス (COL)       | アスタナ・プロチーム                     | 13pts    |
| 3    | アレハンドロ・バルベルデ (ESP)       | モビスター・チーム                       | 18pts    |
| 4    | ティボー・ピノ (FRA)                 | グルパマ・FDJ                            | 19pts    |
| 5    | エンリク・マス (ESP)                 | クイックステップ・フロアーズ             | 24pts    |
| 6    | ステーフェン・クラウスヴァイク (NED) | チーム・ロットNL・ユンボ                 | 29pts    |
| 7    | ベンジャミン・キング (USA)           | チーム・ディメンションデータ             | 41pts    |
| 8    | リゴベルト・ウラン (COL)             | EFエデュケーションファースト・ドラパック | 45pts    |
| 9    | ナイロ・キンタナ (COL)               | モビスター・チーム                       | 47pts    |
| 10   | ラファル・マイカ (POL)               | ボーラ＝ハンスグローエ                   | 47pts    |

### チーム総合成績
| 順位 | チーム名                                                                | 時間            |
| ---- | ----------------------------------------------------------------------- | --------------- |
| 1    | モビスター・チーム (ESP)                                                | 246時間50分04秒 |
| 2    | バーレーン・メリダ (BHR)                                                | +45分36秒       |
| 3    | ボーラ＝ハンスグローエ (GER)                                            | +47分57秒       |
| 4    | アスタナ・プロチーム (KAZ)                                              | +48分10秒       |
| 5    | チームEFエデュケーションファースト・ドラパック・p/bキャノンデール (USA) | +58分49秒       |
| 6    | ミッチェルトン・スコット (AUS)                                          | +1時間27分43秒  |
| 7    | チーム・ディメンションデータ (RSA)                                      | +1時間31分01秒  |
| 8    | AG2R・ラ・モンディアル (FRA)                                            | +1時間37分13秒  |
| 9    | チーム・スカイ (GBR)                                                    | +1時間47分43秒  |
| 10   | エウスカディ・ムリアス (ESP)                                            | +1時間47分50秒  |